# 天池淩雲塔
天池淩雲塔位於四川省資陽市樂至縣，文物遺址年代判定為清。2012年7月16日公佈為第八批四川省文物保護單位。
天池淩雲塔位於四川省資陽市樂至縣天池街道北街居委會。該塔座北面南，為六邊形七級密簷式空心磚塔。塔基分為三層，第一層邊長4米，第二層3.6米，第三層3.1米，塔身迭澀簷，第一級高5米，逐層內收，塔頂六角攢尖，頂作寶瓶。各層四方均一窗，各有一龕，龕中有佛，一至三層密簷處有雕刻，第一層為人物戲劇，第二層為動物，第三層為花草。塔內無梯，不可上人。該塔雕刻精細，保存完好，有著重要的歷史、科學、藝術價值。1989年，天池淩雲塔被樂至縣人民政府公佈為縣級文物保護單位。